# Hypostomus hoplonites
Hypostomus hoplonites är en fiskart som beskrevs av Rapp Py-daniel, 1988. Hypostomus hoplonites ingår i släktet Hypostomus och familjen Loricariidae. Inga underarter finns listade i Catalogue of Life.